# Echinocereus adustus
Echinocereus adustus ist eine Pflanzenart in der Gattung Echinocereus aus der Familie der Kakteengewächse (Cactaceae). Das Artepitheton adustus entstammt dem Lateinischen, bedeutet ‚geschwärzt‘ oder ‚verbrannt‘ und verweist auf die schwärzlichen Dornen der Art.

## Beschreibung
Echinocereus adustus wächst meist einzeln. Die niedergedrückt kugelförmigen bis kurz zylindrischen Triebe sind bis zu 19 Zentimeter lang und weisen Durchmesser von 5 bis 12 Zentimeter auf. Ihre Wurzeln sind faserig. Es sind elf bis 20 wellige und etwas gehöckerte Rippen vorhanden. Die bis zu neun dunkelbraunen bis schwärzlichen Mitteldornen, die auch fehlen können, weisen eine Länge von bis zu 3,2 Zentimetern auf. Der oberste von ihnen ist sehr kurz, der unterste horizontal ausgebreitet. Die acht bis 31 geraden bis etwas gebogenen, weißen Randdornen sind dunkler gespitzt und bis 1,8 Zentimeter lang. Die seitlichen von ihnen sind am längsten.
Die kurz trichterförmigen Blüten sind rosafarben. Sie erscheinen deutlich unterhalb der Triebspitzen, sind 3 bis 10 Zentimeter lang und erreichen Durchmesser von 4 bis 7 Zentimeter. Ihre Narben sind weiß oder sehr hell grün. Die eiförmigen Früchte sind bis zu 2 Zentimeter lang und mit abfallenden Dornen besetzt. Sie sind bei Reife fast trocken und reißen senkrecht auf.

## Verbreitung, Systematik und Gefährdung
Echinocereus adustus ist in den mexikanischen Bundesstaaten Chihuahua und Durango in Höhenlagen oberhalb von 1800 Metern verbreitet.
Die Erstbeschreibung durch George Engelmann wurde 1848 veröffentlicht. Nomenklatorische Synonyme sind Cereus adustus (Engelm.) Engelm. (1849) Cereus pectinatus f. adustus (Engelm.) Voss (1894) und Echinocereus pectinatus var. adustus (Engelm.) K.Schum. (1898). 
Es werden folgende Unterarten unterschieden:
- Echinocereus adustus subsp. adustus
- Echinocereus adustus subsp. roemerianus W.Rischer
- Echinocereus adustus subsp. schwarzii (A.B.Lau) N.P.Taylor

In der Roten Liste gefährdeter Arten der IUCN wird die Art als „Least Concern (LC)“, d. h. als nicht gefährdet geführt.

## Nachweise